# خلیل فهیمی
خلیل خان فهیم‌الملک (۱۲۵۵خ تهران - ۱۳۳۲خ تهران) که نام خانوادگی فهیمی برگزید، دولتمرد دوران قاجار و پهلوی بود.

## خانواده و تحصیلات
پدرش میرزا محمودخان نعیم‌السلطنه از اعضای عالی‌رتبهٔ وزارت امور خارجه بود. تحصیلات ابتدائی و متوسطه را در مدارس جدید انجام داد و وارد دارالفنون تهران شد و در رشتهٔ پزشکی تحصیلات خود را ادامه داد و درجهٔ دکترا در پزشکی گرفت.

## فعالیتهای اداری و سیاسی
در ۱۲۷۹ وارد وزارت امور خارجه شد و اولین سمت او مترجمی بود. بعد مدیریت دارالترجمه را به او دادند.
در سال ۱۲۸۸ فهیم‌الملک به وزارت داخله انتقال یافت و نایب‌الحکومهٔ قزوین شد. طرز رفتار و عمل او در این مأموریت مورد توجه مردم قزوین قرار گرفت و در دورهٔ دوم مجلس شورای ملی از قزوین وکیل شد. در همین دوره همراه با علاء السلطنه در مراسم تاجگذاری جورج پنجم پادشاه انگلستان به نمایندگی از ایران شرکت کرد.
پس از پایان دورهٔ دوم مجلس در سال ۱۲۹۰ فهیم‌الملک به وزارت خارجه بازگشت و مستشاری سفارت ایران در لندن به او واگذار شد. سپس به مدیرکلی وزارت خارجه رسید و یک سال بعد خزانه‌دار کل و معاون وزارت مالیه شد. در دورهٔ چهارم قانونگذاری از قوچان و شیروان به نمایندگی مجلس شورای ملی رسید تا اینکه در ۲۷ خرداد ۱۳۰۱ در دورهٔ دوم نخست‌وزیری میرزا احمدخان قوام‌السلطنه عهده‌دار وزارت مالیه شد و از مجلس رفت. او تا پایان عمر دولت قوام‌السلطنه در پنجم بهمن ۱۳۰۱ در وزارت مالیه ماند.
پس از روی کار آمدن رضا شاه، فهیمی در دوره ششم بار دیگر به نمایندگی از قوچان وارد مجلس شد و همین کرسی را در دوره‌های هفتم تا نهم نیز حفظ کرد. در ۱۳۱۴ والی آذربایجان شد و بعد به سمت سفیرکبیر ایران در ترکیه منصوب گشت. در شهریور ۱۳۲۰ مجدداً استاندار آذربایجان شد.
فهیمی در کابینه‌های محمد ساعد و بیات وزیرمشاور بود. در سال ۱۳۲۳ پس از شورش محمد رشید در کردستان و انتشار گزارش‌هایی در مطبوعات از اینکه در مهاباد مردم یاغی شده‌اند و شهر از کنترل دولت خارج شده، به مأموریتی دو ماه و نیمه به کردستان فرستاده شد و در بازگشت این گزارش‌ها را تکذیب کرد.
فهیمی در کابینه دوم حکیم‌الملک در سال ۱۳۲۴ وزیر کشور شد که این انتصاب با مخالفت شدید دکتر مصدق و دیگر نمایندگان جناح اقلیت مجلس روبرو شد تا اینکه حکیم‌الملک ناچار شد او را کنار بگذارد. بعداً در دولت عبدالحسین هژیر بار دیگر وزارت کشور را به مدت حدود سه ماه برعهده داشت و سپس برای بار سوم استاندار آذربایجان شد. کمتر از شش ماه در آذربایجان بود و در دولت ساعد و اواخر دولت رزم‌آرا وزیر مشاور شد. پس از قتل رزم‌آرا چند روزی سرپرست نخست‌وزیری بود. در سال ۱۳۳۲ در تهران درگذشت.